# Killing Is My Business... and Business Is Good!
Killing Is My Business… and Business Is Good! (укр. Вбивство - це мій бізнес ... і бізнес хороший!) — перший альбом американського треш-метал гурту «Megadeth». Вперше він був виданий 12 червня 1985 року компанією Combat Records. Але члени групи були незадоволені результатом, особливо обкладинкою, за словами Мастейна він виглядав, як звичайнісінький малобюджетний альбом. У 2002 році виходить розширене видання альбому з повністю перемікшованими піснями, новою обкладинкою і додатковими композиціями. Загальна тривалість альбому 31 хвилина 15 секунд.

## Список композицій
Спосок композицій оригінального видання
1. «Last Rites/Loved to Deth»
2. «Killing Is My Business… and Business Is Good!»
3. «Skull Beneath the Skin»
4. «These Boots»
5. «Rattlehead»
6. «Chosen Ones»
7. «Looking Down the Cross»
8. «Mechanix»

Список композицій перевидання 2002 року
1. «Last Rites/Loved to Deth»
2. «Killing Is My Business… and Business Is Good!»
3. «Skull Beneath the Skin»
4. «Rattlehead»
5. «Chosen Ones»
6. «Looking Down the Cross»
7. «Mechanix»
8. «These Boots»
9. «Last Rites/Loved to Deth» (demo)
10. «Mechanix» (demo)
11. «The Skull Beneath the Skin» (demo)

## Чарт
The Final Kill
| Чарт (2018)                                  | Найвища позиція |
| -------------------------------------------- | --------------- |
| Australian Albums (ARIA)                     | 84              |
| Бельгія Belgian Albums (Ultratop Flanders)   | 79              |
| Бельгія Belgian Albums (Ultratop Wallonia)   | 119             |
| Greek Albums Chart                           | 48              |
| Німеччина German Albums (Offizielle Top 100) | 35              |
| Japanese Albums Chart (Oricon)               | 35              |
| Шотландія Scottish Albums (OCC)              | 36              |
| Іспанія Spanish Albums (PROMUSICAE)          | 93              |
| Велика Британія UK Rock & Metal Albums (OCC) | 3               |
| США Billboard 200                            | 169             |
| США Top Hard Rock Albums (Billboard)         | 14              |
| США Top Rock Albums (Billboard)              | 32              |
| США Top Tastemaker Albums (Billboard)        | 5               |